# Duncan E. McKinlay

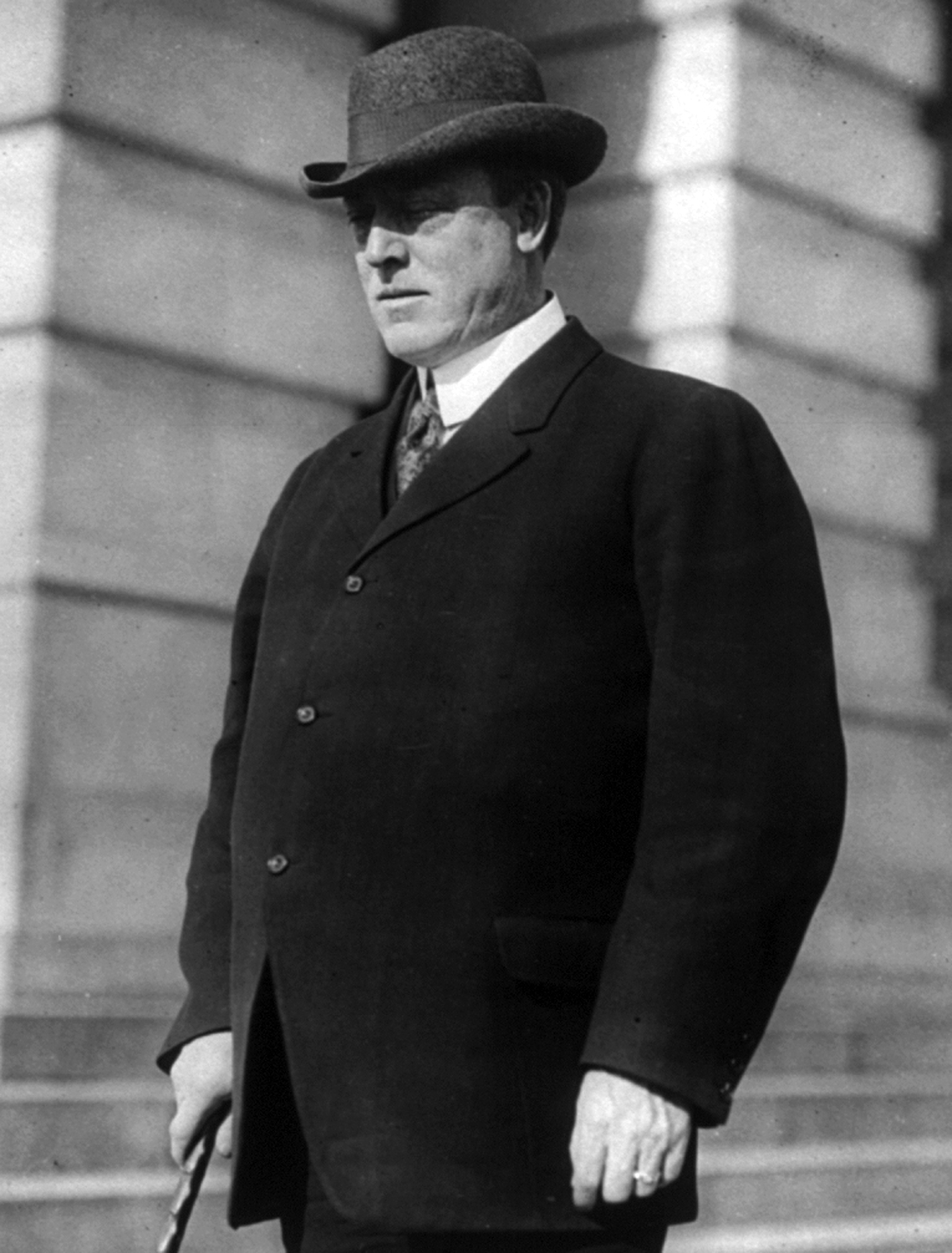
Duncan E. McKinlay (1910)

Duncan E. McKinlay (* 6. Oktober 1862 in Orillia, Ontario, Kanada; † 30. Dezember 1914 in Berkeley, Kalifornien) war ein US-amerikanischer Politiker. Zwischen 1905 und 1911 vertrat er den Bundesstaat Kalifornien im US-Repräsentantenhaus.

## Werdegang
Duncan McKinlay besuchte die öffentlichen Schulen seiner Heimat. Später war er in Flint (Michigan), San Francisco, Santa Rosa und Sacramento als Kutschenlackierer tätig. Nach einem anschließenden Jurastudium und seiner 1892 erfolgten Zulassung als Rechtsanwalt begann er in Santa Rosa in diesem Beruf zu arbeiten. Zwischen 1901 und 1907 war er bei der Bundesstaatsanwaltschaft in San Francisco beschäftigt. Gleichzeitig schlug er als Mitglied der Republikanischen Partei eine politische Laufbahn ein.
Bei den Kongresswahlen des Jahres 1904 wurde McKinlay im zweiten Wahlbezirk von Kalifornien in das US-Repräsentantenhaus in Washington, D.C. gewählt, wo er am 4. März 1915 die Nachfolge von Theodore A. Bell antrat. Nach zwei Wiederwahlen konnte er bis zum 3. März 1911 drei Legislaturperioden im Kongress absolvieren. Im Jahr 1910 wurde er nicht erneut bestätigt. Nach dem Ende seiner Zeit im US-Repräsentantenhaus war Duncan McKinlay Leiter der Zollbehörde im Hafen von San Francisco. Er starb am 30. Dezember 1914 in Berkeley.